# Copa de Santo Tomé y Príncipe
La Copa Nacional de Santo Tomé y Príncipe es el segundo torneo de fútbol a nivel de clubes más importante de Santo Tomé y Príncipe, se disputa desde 1982 y es organizada por la Federación Santotomense de Fútbol.

## Formato
Se juega bajo un sistema de eliminación directa y participan los equipos de la Isla de Santo Tomé y la Isla de Príncipe.

## Lista de Campeones
| Temporada | Campeón                               | Resultado | Finalista                                       |
| --------- | ------------------------------------- | --------- | ----------------------------------------------- |
| 1981      | Desportivo de Guadalupe (São Tomé)    |           |                                                 |
| 1982      | Sporting Praia Cruz (São Tomé)        |           |                                                 |
| 1983      | No se jugó                            |           |                                                 |
| 1984      | Vitória FC (São Tomé)                 |           |                                                 |
| 1985      | Vitória FC (São Tomé)                 |           |                                                 |
| 1986      | Vitória FC (São Tomé)                 |           |                                                 |
| 1987      | No se jugó                            |           |                                                 |
| 1988      | 6 de Setembro (São Tomé)              |           |                                                 |
| 1989      | Vitória FC (São Tomé)                 | 1-1       | acreditado sobre Sporting Praia Cruz (São Tomé) |
| 1990      | Vitória FC (São Tomé)                 | 1-0       | 6 de Setembro (São Tomé)                        |
| 1991      | Santana FC (São Tomé)                 |           |                                                 |
| 1992      | GD Os Operários (Príncipe)            |           |                                                 |
| 1993      | Sporting Praia Cruz (São Tomé)        |           |                                                 |
| 1994      | Sporting Praia Cruz (São Tomé)        | venció a  | Aliança Nacional (São Tomé)                     |
| 1995      | Caixão Grande (São Tomé)              |           |                                                 |
| 1996      | Aliança Nacional (São Tomé)           |           |                                                 |
| 1997      | No se jugó                            |           |                                                 |
| 1998      | Sporting Praia Cruz (São Tomé)        |           |                                                 |
| 1999      | Vitória FC (São Tomé)                 | 3-2       | GD Os Operários (Príncipe)                      |
| 2000      | Sporting Praia Cruz (São Tomé)        | 3-1       | t.e. Caixão Grande (São Tomé)                   |
| 2001      | GD Sundy (Príncipe)                   | 4-3       | Vitória FC (São Tomé)                           |
| 2002      | No se jugó                            |           |                                                 |
| 2003      | GD Os Operários (Príncipe)            | 1-0       | UDESCAI (São Tomé)                              |
| 2004      | Desconocido                           |           |                                                 |
| 2005      | Desconocido                           |           |                                                 |
| 2006      | Desconocido                           |           |                                                 |
| 2007      | Vitória FC (São Tomé)                 | venció a  | GD Sundy (Príncipe)                             |
| 2008      | No disputada                          |           |                                                 |
| 2009-10   | 6 de Setembro (São Tomé)              | 2–1       | Sporting Clube do Príncipe (Príncipe)           |
| 2011      | Vitória FC (São Tomé)                 | 4–1       | GD Sundy (Príncipe)                             |
| 2012      | Sporting Clube do Príncipe (Príncipe) | 1–0       | Desportivo de Guadalupe (São Tomé)              |
| 2013      | UDRA (São Tomé)                       | 5–1       | GD Sundy (Príncipe)                             |
| 2014      | UDRA (São Tomé)                       | 2–1       | Sporting Clube do Príncipe (Príncipe)           |
| 2015      | Sporting Praia Cruz (São Tomé)        | 6–2       | Porto Real (Príncipe)                           |
| 2016      | UDRA (São Tomé)                       | 6–2       | GD Os Operários (Príncipe)                      |
| 2017      | UDRA (São Tomé)                       | 1–0       | FC Porto Real (Príncipe)                        |

## Títulos por club
| Club                                  | Títulos |
| ------------------------------------- | ------- |
| Vitória FC (São Tomé)                 | 8       |
| Sporting Praia Cruz (São Tomé)        | 6       |
| UDRA (São Tomé)                       | 4       |
| GD Os Operários (Príncipe)            | 2       |
| 6 de Setembro (São Tomé)              | 2       |
| Aliança Nacional (São Tomé)           | 1       |
| Caixão Grande FC (São Tomé)           | 1       |
| Desportivo de Guadalupe (São Tomé)    | 1       |
| Santana FC (São Tomé)                 | 1       |
| Sporting Clube do Príncipe (Príncipe) | 1       |
| GD Sundy (Príncipe)                   | 1       |

## Títulos por Isla
| Isla       | Títulos |
| ---------- | ------- |
| Santo Tomé | 24      |
| Príncipe   | 4       |